# Turistická značená trasa 7388
 Turistická značená trasa 7388 je 1 km dlouhá žlutě značená trasa Klubu českých turistů na území České Skalice spojující místní nádraží se vstupem do Babiččina údolí. Trasa vede převážně severozápadním směrem.

## Průběh trasy

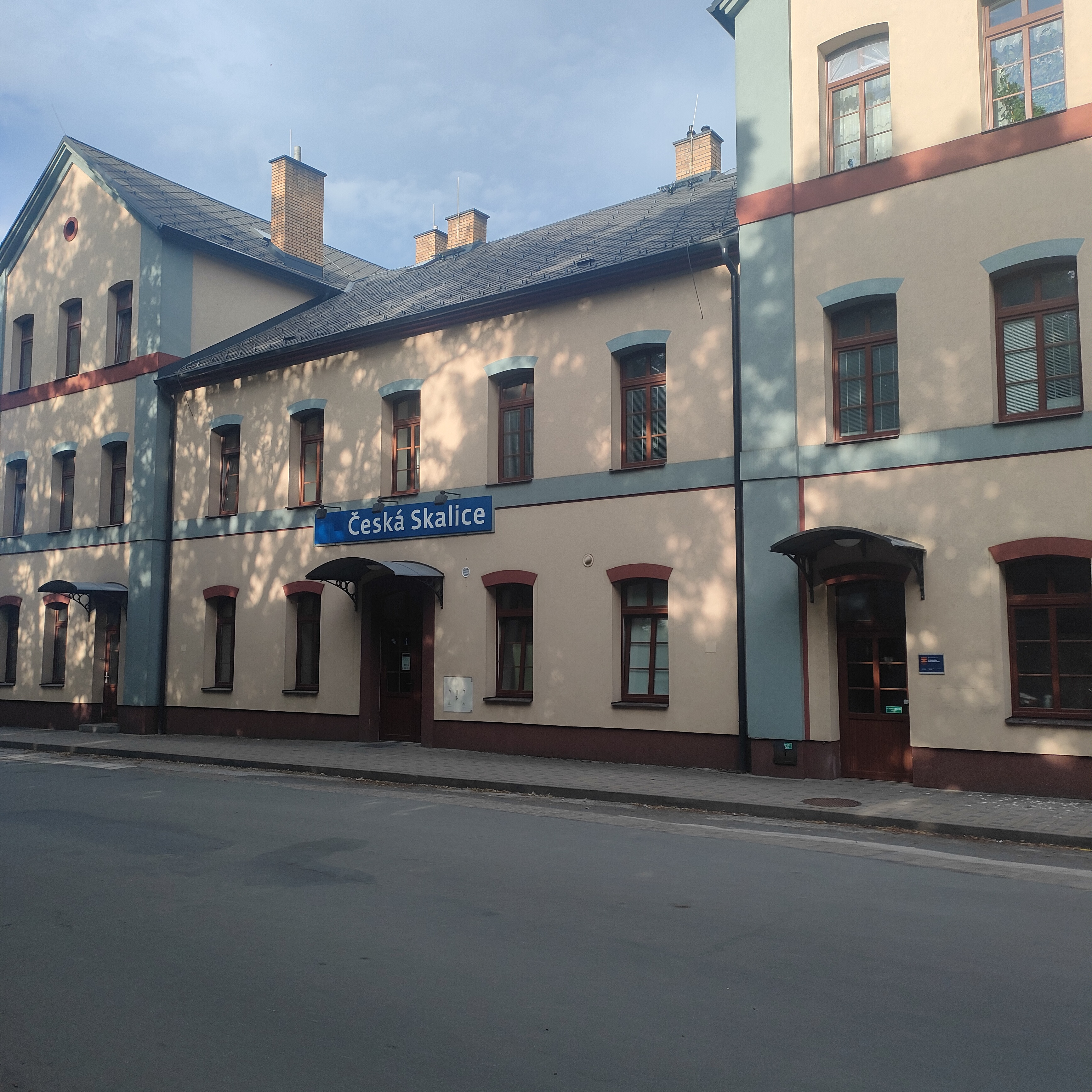
Nádraží Česká Skalice na Turistické značené trase 7388

Trasa má svůj počátek u nádraží v České Skalici. Zpočátku stoupá jihozápadním směrem Tyršovou ulicí v souběhu s modře značenou trasou 1864 vedoucí z Kramolny do centra města. Z jejího konce již samostatně pokračuje ulicemi Palackého a Pivovarskou k severu a poté k severozápadu k řece Úpě, kterou přechází a končí na rozcestí s červeně značenou Cestou Boženy Němcové (součást Východočeské svatojakubské cesty) a naučnými stezkami Babiččino údolí a Po stopách erbu zlatého třmene. Po nich lze pokračovat do samotného Babiččina údolí napříč krajinou dětství spisovatelky Boženy Němcové podél Úpy.
| Km  | Místo                     | Navazující a křižující trasy | Nadm. výška |
| --- | ------------------------- | ---------------------------- | ----------- |
| 0   | Česká Skalice (žst)       | 1864                         | 286 m       |
| 0,5 | Česká Skalice, Bažantnice | Cesta Boženy Němcové         | 278 m       |

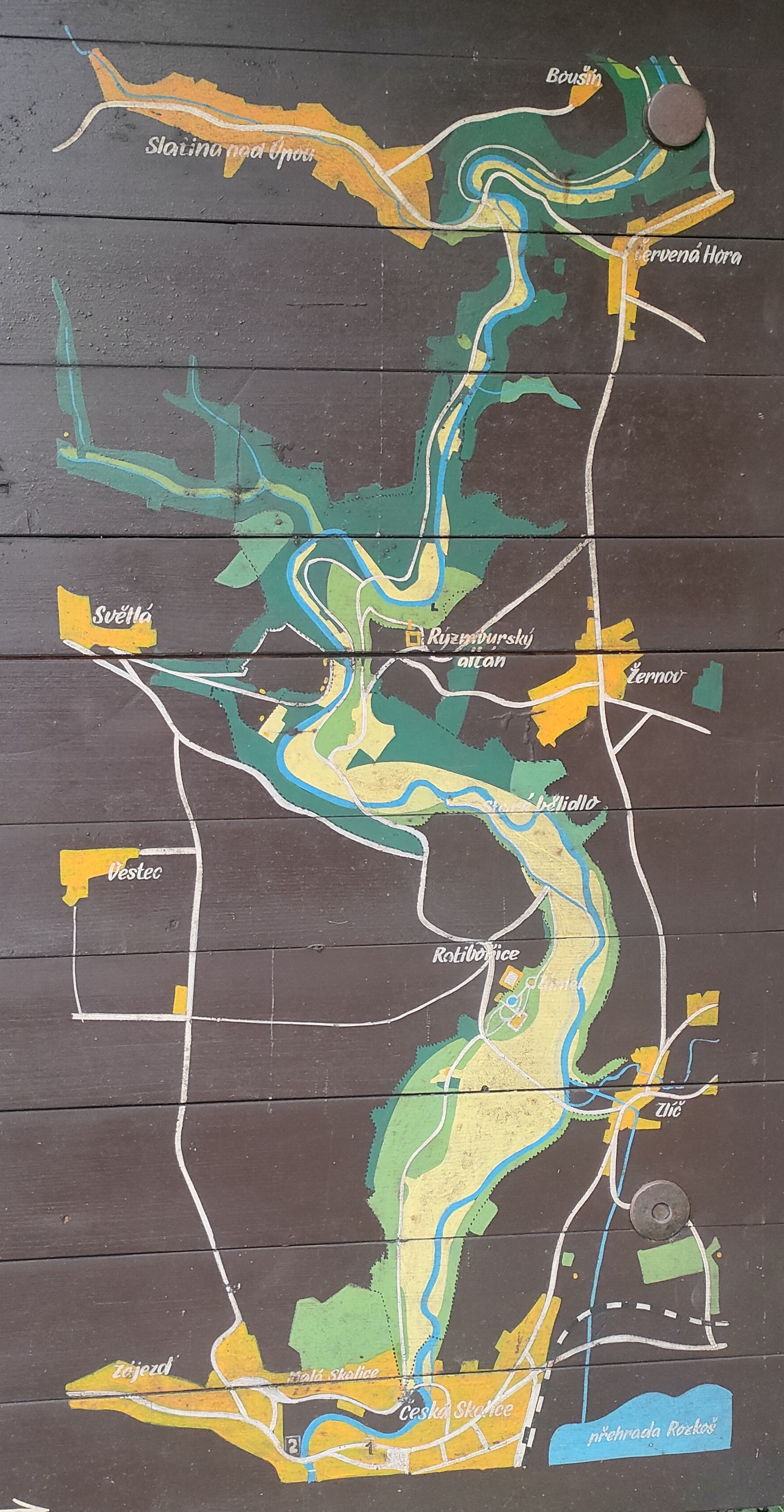
Turistický plánek Babiččina údolí v rámci naučné stezky podél Úpy (vstup do přírodní památky)
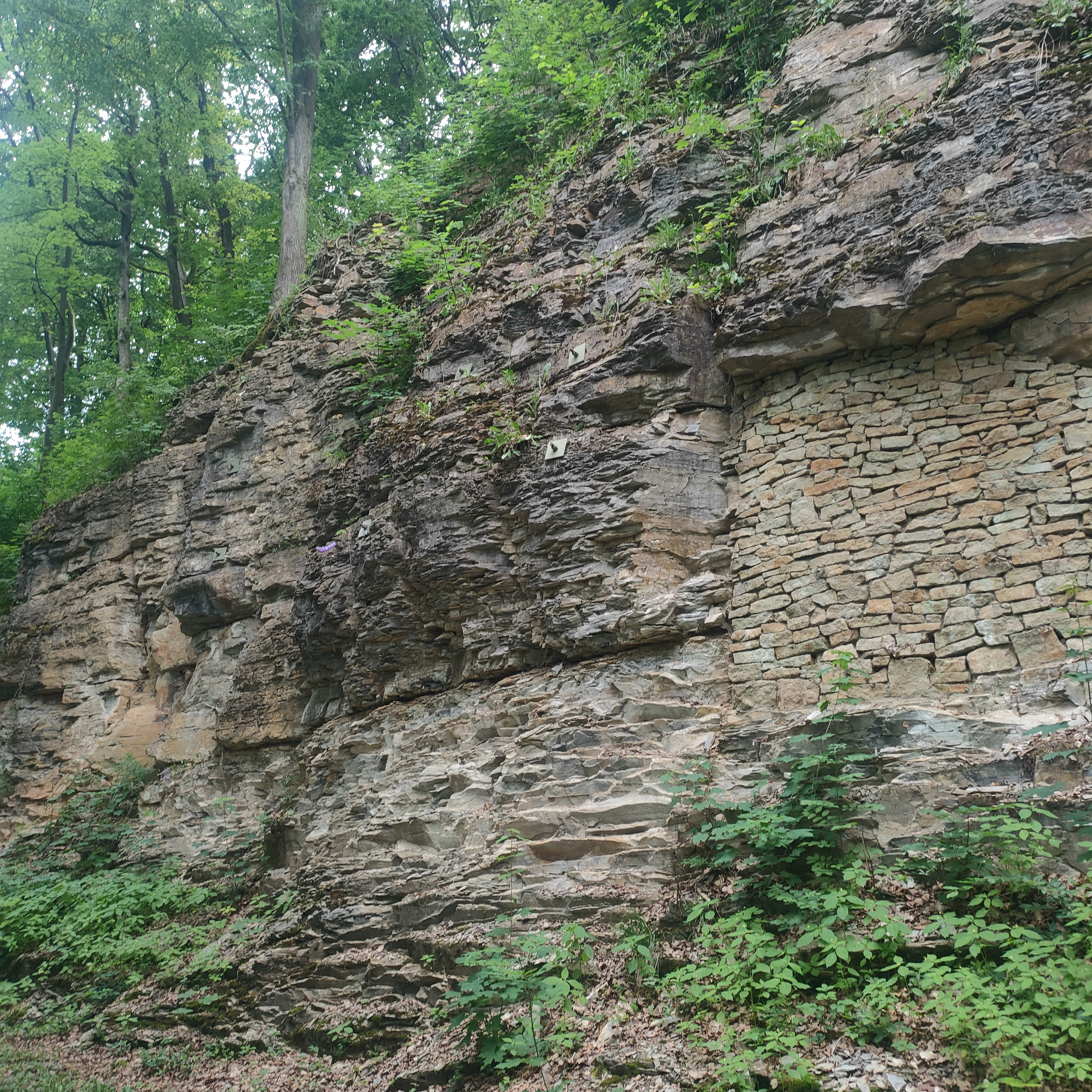
Skalnaté podloží poblíž řeky Úpy u vstupu do Babiččina údolí (NS Babiččino údolí)